# Iglesia de San Martín de Valdelomar
La iglesia de San Martín de Valdelomar, en el municipio de Valderredible (Cantabria, España), fue declarada Bien de Interés Cultural el 30 de junio de 1993. Se encuentra junto a la carretera, en el centro del pueblo.

## Datación
La iglesia, muy reformada con posterioridad, es románica, datada en finales del siglo XII o principios del siglo XIII.  La parte románica que se conserva es el ábside, el presbiterio y la espadaña, aunque esta última también se ha visto reformada.
Ya en el siglo XVI se le añadieron el pórtico, la sacristía y se modificó la bóveda de la nave, sustituyéndola por bóveda de terceletes y combados.

## Descripción
Se trata de una iglesia pequeña y rústica, de una sola nave, rematada por un ábside semicircular y con espadaña de dos cuerpos, con dos arcos en el inferior y uno en el superior, los tres de arco de medio punto. Se asemeja mucho a otra muy cercana, la iglesia de San Andrés de Valdelomar, también en Valderredible.
El ábside está dividido verticalmente en tres partes mediante contrafuertes que llegan hasta la cornisa. Esta es muy sencilla, sostenida por canecillos de uno o dos rollos. Aparece una ventana con arquivolta de media caña sobre cimacio en caveto. Los capiteles son sencillos con hojas verticales acabados en bolas. En el muro septentrional hay canecillos formados por medio cilindro, más tardíos que el resto.
En el interior del edificio pueden verse ejemplos de escultura rústica muy sencilla. En el arco triunfal apuntado aparecen sencillas bolas con caperuza. En el arco toral hay capiteles vegetales y geométricos. La cabecera está cubierta por bóveda de horno. En las piedras del ábside están grabadas marcas de canteros.